# Honguemare-Guenouville
Honguemare-Guenouville è un comune francese di 598 abitanti situato nel dipartimento dell'Eure nella regione della Normandia.

## Società

### Evoluzione demografica
Abitanti censiti